# نجارکلای جدید
نجارکلای جدید، روستایی از توابع شهرستان سیمرغ در استان مازندران ایران است.

## جمعیت
این روستا در کیاکلا قرار داشته و براساس آخرین سرشماری مرکز آمار ایران که در سال ۱۳۸۵ صورت گرفته، جمعیت آن ۳۳۶نفر (۹۵خانوار) بوده‌است.